# Post-hardcore
Post-hardcore je zvrst punk rocka, ki izhaja iz hardcore punka, a daje večji poudarek ustvarjalnemu izražanju, ki sta ga sprva navdihnila post-punk in noise rock. Kot pri post-punku je tudi s tem pojmom označen širok izbor glasbenih skupin. Ta zvrst se je oblikovala v začetku 80-ih let z glasbo skupin, ki so izhajale iz mest z ustaljeno hardcore sceno, kot npr. Fugazi iz Washingtona, D.C., pa tudi skupin, kot sta Big Black in Jawbox, ki so se držale bliže noise rock koreninam post-hardcorea.